# BBC Domesday Project
Проєкт BBC Domesday — результат партнерства між Acorn Computers, Philips, Logica та BBC (з деяким фінансуванням від програми ESPRIT Європейської комісії) для відзначення 900-річчя оригінальної Книги Страшного суду, перепису Англії XI століття. Наводять як приклад цифрового застаріння, пов'язаного з фізичним носієм, використаним для зберігання даних.
Це нове мультимедійне видання Книги Страшного суду укладено між 1984 і 1986 роками та опубліковано 1986 року. В нього увійшло нове «опитування» Сполученого Королівства, в якому люди, переважно школярі, писали про географію, історію чи соціальні проблеми у своїй місцевості або просто про своє повсякденне життя. Матеріал проілюстровано картами, багатьма кольоровими фотографіями, статистичними даними, відео та «віртуальними прогулянками». До проєкту увійшли професійно підготовлені відеоматеріали, тури віртуальної реальності основними визначними пам'ятками та інші підготовлені набори даних, такі як матеріали перепису 1981 року. У проєкті взяли участь понад 1 млн людей, серед них діти з понад 9 тис шкіл.

## Мета
Спочатку був намір залучити 10 000 шкіл і близько одного мільйона дітей до збору даних, розподіливши школи за географічними територіями: батьки та місцеві громади збирали дані, а школи «були центрами та надавали комп'ютери» (англ. acting as a focus and providing the computer). Треба було заповнити анкети про географічні особливості, привабливість та землекористування, а учні шкіл та інші учасники могли написати про свою місцевість та проблеми, які їх стосуються, своїми словами.

У контексті освітньої значущості мікрокомп'ютерів і програмного забезпечення для пошуку інформації, що працює на сховищах даних, які потенційно можуть створити діти, було висловлено думку, що:
Саме в обробці даних діти можуть найкраще розвинути розуміння важливості знань. Це сприяє формуванню критичного мислення. Оскільки комп’ютер бере на себе роль зберігання та сортування даних, діти залучаються до аналізу значущості даних.Оригінальний текст (англ.)
It is in the handling of data that children can best develop an understanding of what counts for knowledge. They can be led into the areas of critical interpretation. As the computer takes over the role of storing and sorting the data, children can increasingly involve themselves in analysing the significance of the data.— Bill O'Neill, University of Ulster, процитував Джон Лемб (John Lamb) у New Scientist, 28 березня 1985
Стосовно можливих застосувань системи та її значення один із тогочасних рецензентів системи зазначив:
Концепція Книги Страшного суду дуже далекосяжна, оскільки вперше одночасно зібрано велику кількість зображень і даних. Для видавців і працівників інформаційних технологій засоби комунікації ніколи не будуть такими, як були раніше. І це справді лише початок.Оригінальний текст (англ.)
The concept behind Domesday is very far reaching, since for the first time large quantities of images and data can be held together. For publishers and knowledge workers, the media for communication will never be quite the same. And this really is just the start.— Pip Forer

## Формат

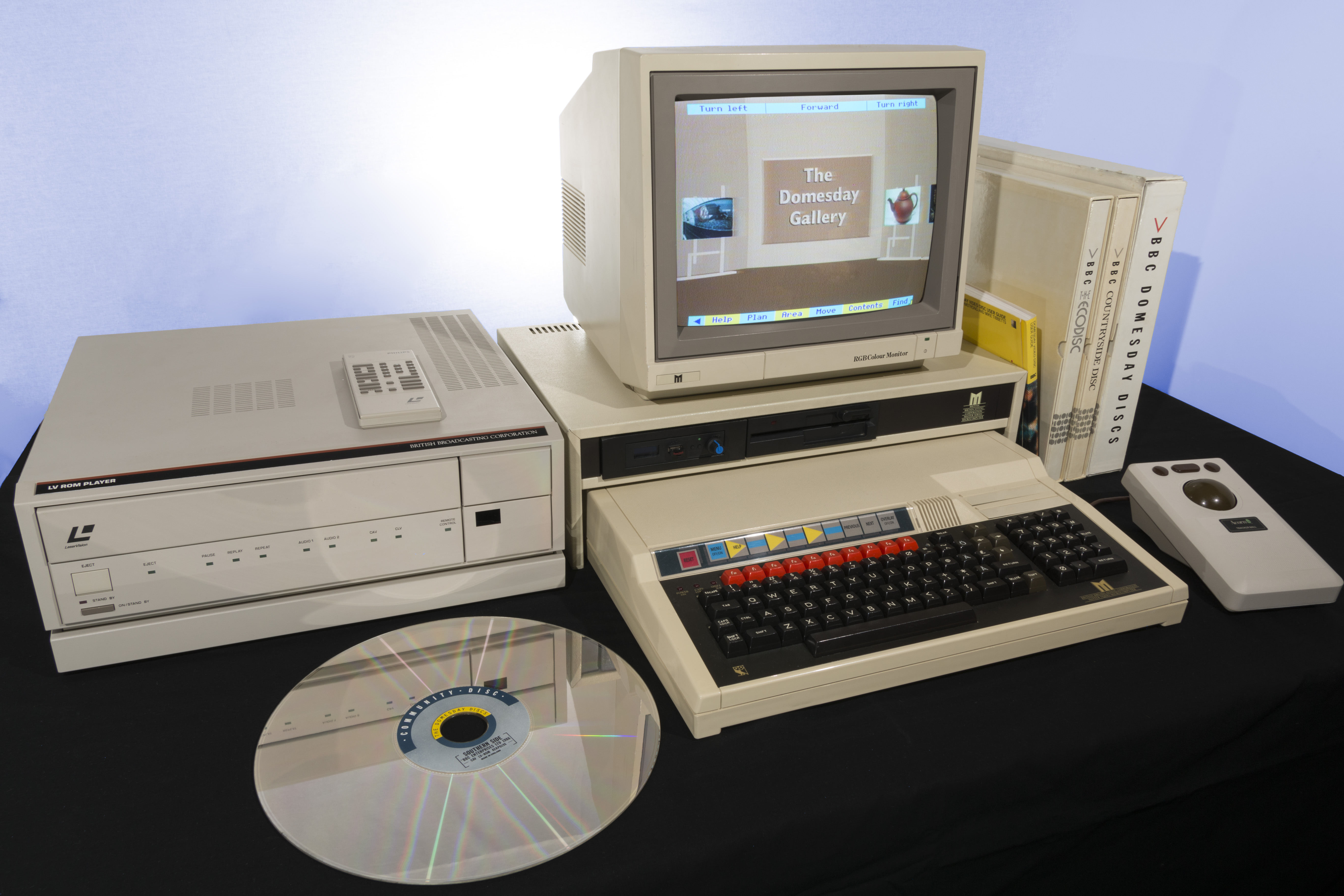
Система Судного дня

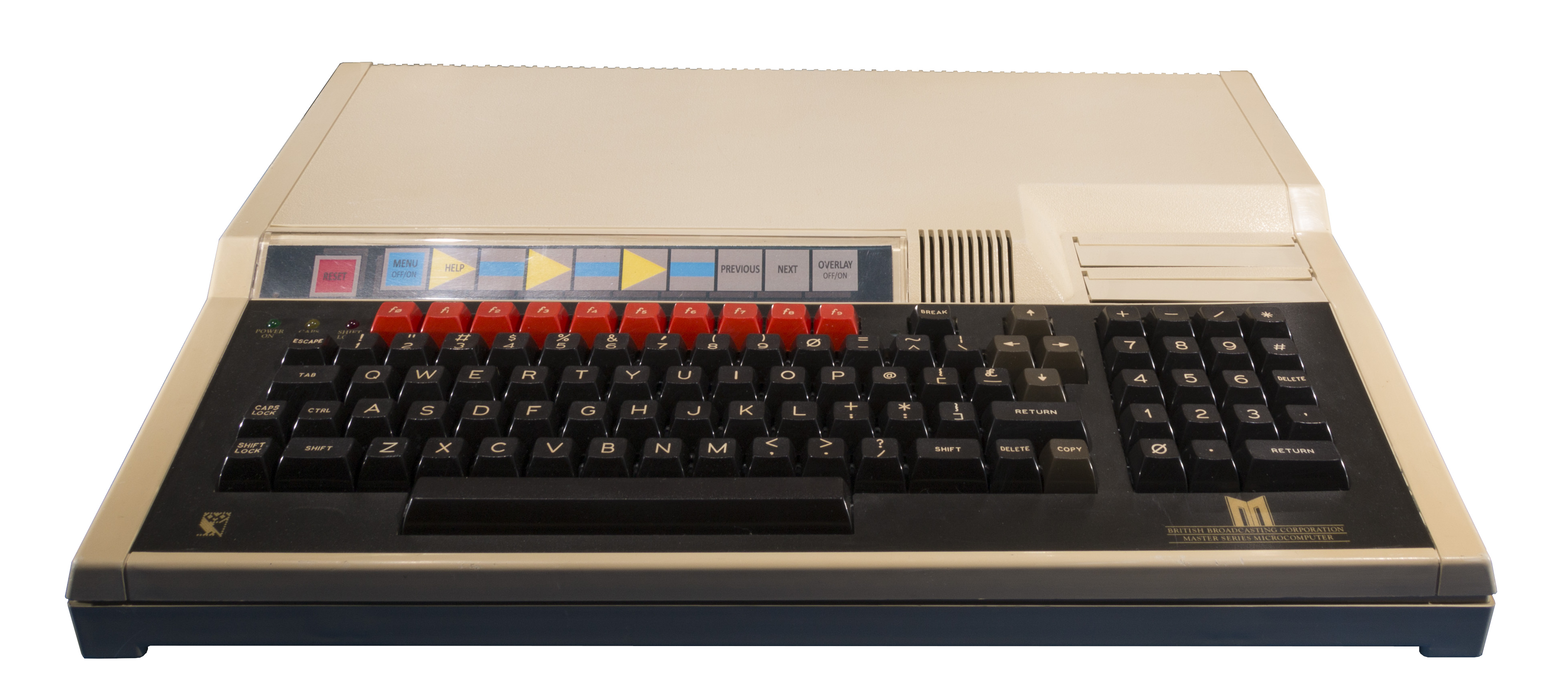
BBC Master AIV

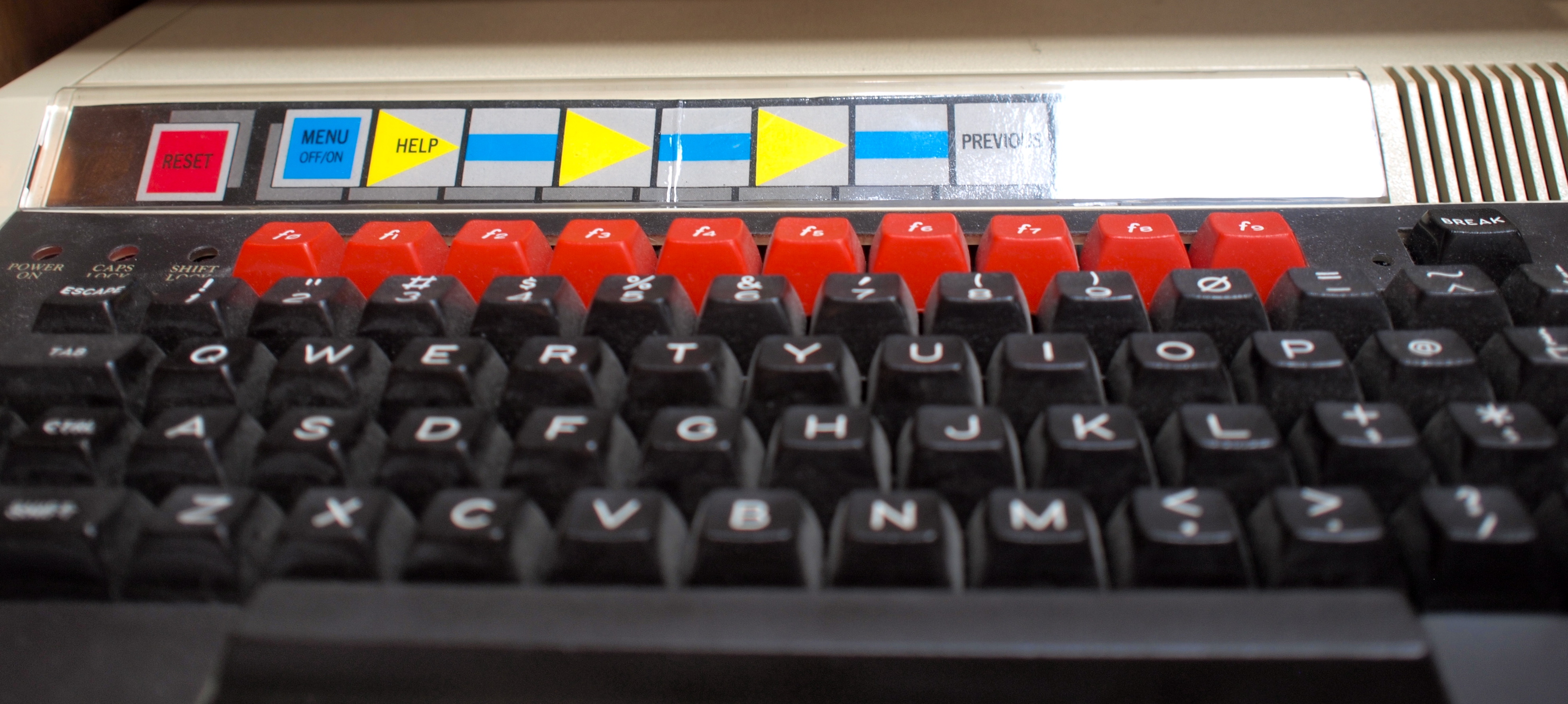
Смужка функціональних клавіш для навігації

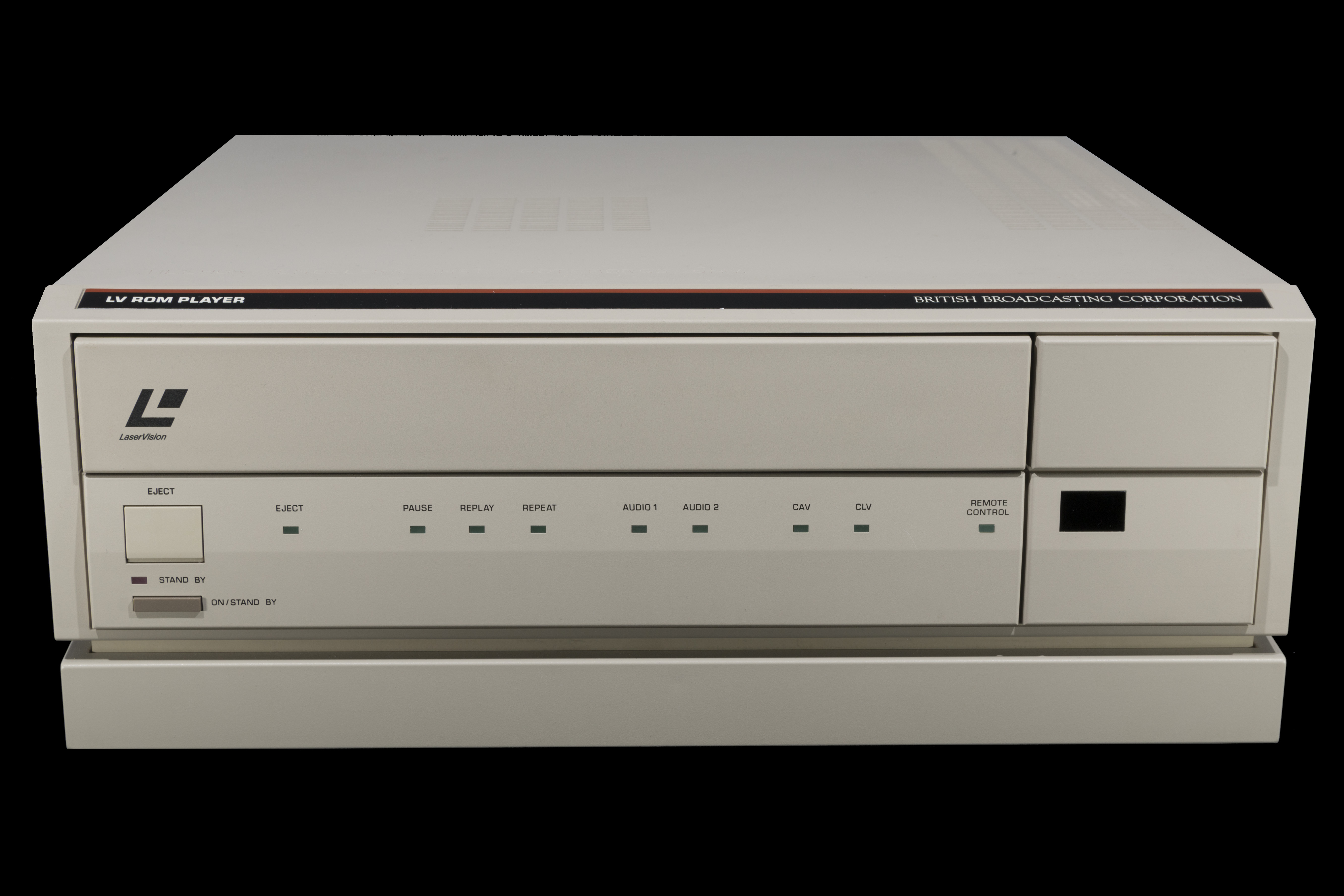
Програвач лазерних дисків Philips VP415 LaserVision

Проєкт зберігався на адаптованих лазерних дисках у форматі постійної пам’яті LaserVision (LV-ROM), які містили не лише аналогове відео та нерухомі зображення, а й цифрові дані, з 300 МБ обсягу на кожній стороні диска. Початкові оцінки вказували на загальну ємність пам’яті 2 ГБ на диск, що вважалося достатнім для 80 000 зображень (включно зі супутниковими зображеннями) і «півмільйона текстових сторінок», а також програмне забезпечення для обробки карт і графічної інформації. Загальну потенційну ємність продукту оцінювали в 1400 МБ із заповненням половини цієї ємності.
Дані та зображення зібрав та опрацював проєкт BBC Domesday, який базується в Білтон-Хаусі в Вест-Ілінгу. Попереднє опрацювання даних проведено на міні-комп'ютері VAX-11/750 за допомогою мережі мікрокомп'ютерів BBC Micro. Диски були підготовлено, виготовлено та перевірено на заводі Philips Laservision у Блекберні (Англія).
Для перегляду дисків потрібен BBC Master AIV — Acorn BBC Master, доповнений контролером SCSI та співпроцесором 65C102 «Turbo», який керував програвачем лазерних дисків Philips VP415 LaserVision. Інтерфейс користувача складався з клавіатури BBC Master і трекбола (точніше Marconi RB2 Trackerball, перейменованого Acorn). Покращення від Philips VP415 дозволяли комп'ютерне керування і доступ до збережених на дисках даних.
Проєкт був розділений на два лазерні диски:
- Диск спільноти містив особисті роздуми про життя в Британії та навігацію географічною картою Британії. Всю країну було поділено на блоки розмірами 4 км на 3 км, на основі сітки Ordnance Survey[en]. Про кожен блок можна помістити до 3 фотографій і кілька коротких роздумів про життя в цій місцевості. Так покрито більшість, але не всі блоки. Крім того, створено детальніші карти ключових міських районів і кварталів розміром 40x30 км, а також регіональні краєвиди, що дозволило використовувати функції «зменшення» та «збільшення». Диск спільноти був двостороннім, з «південною» та «північною» сторонами, хоча дані щодо всієї країни на рівні 40x30 км і вище були з обох сторін.
- Національний диск містив різноманітніший матеріал, зокрема, дані перепису 1981 року, набори професійних фотографій і прогулянок у віртуальній реальності, зняті для проєкту. Друга сторона національного диска містила відеоматеріал. Матеріали зберігалися ієрархічно, і деякі з них можна було переглядати, прогулюючись віртуальною художньою галереєю, клацаючи зображення на стіні або проходячи через двері в галереї, щоб увійти до віртуальної реальності. Крім того, був наданий пошук природною мовою, підтримуваний за допомогою алгоритму стемінгу Портера[en] [12].

## Підтримувані платформи
Застосунки для проєкту написано мовою BCPL (попередник C) для переносності між різними апаратними та програмними платформами, хоча вони й потребували певних виправлень для роботи на версії системи RM Nimbus. Версію системи для Amiga розглянуто, але не реалізовано.

## Занепокоєння щодо електронного збереження

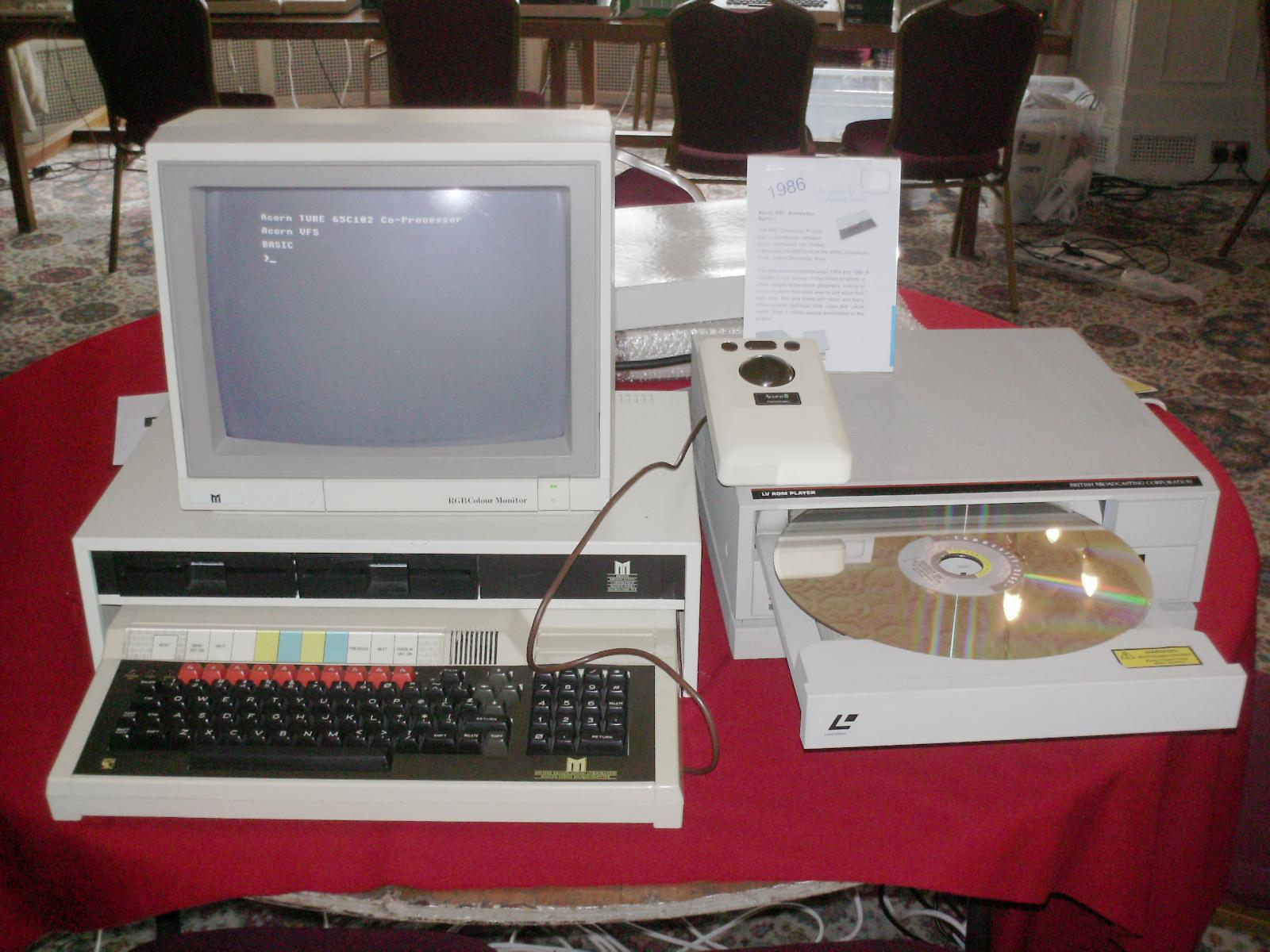
Система Судного дня на Vintage Computer Festival-GB 2010

2002 року виникло занепокоєння щодо втрати можливості прочитати диски, оскільки комп'ютери, а особливо дисководи, здатні читати цей формат, стали рідкісними. Крім труднощів емуляції початкового коду, основною проблемою було те, що нерухомі зображення зберігалися на лазерному диску як однокадрове аналогове відео, на яке накладався графічний інтерфейс комп'ютерної системи. Проєкт розпочався за багато років до того, як набули поширення стиснення зображень JPEG і комп'ютерні відеокарти TrueColour.
У листопаді 2023 року в епізоді подкасту Тіма Гарфорда «Laser Versus Parchment: Doomsday for the Disc» із серії «Cautionary Tales» було описано та контекстуалізовано багато проблемних питань, пов'язаних з історичною траєкторією даних проєкту BBC Domesday.

### CAMiLEON (2002)
Однак BBC пізніше оголосило, що проєкт CAMiLEON (партнерство між Університетом Лідса та Мічиганського університету, на чолі з Маргарет Гедстром і під керуванням дослідника Пола Вітлі (Paul Wheatley)) розробив систему, здатну отримати доступ до дисків за допомогою емуляції.  За допомогою з’єднання SCSI з плеєром текстові файли та файли бази даних, що зберігаються на лазерних дисках Domesday, передано на комп’ютер на базі Linux. Зображення, збережені як нерухомі кадри, оцифровано з повною роздільністю за допомогою апаратного забезпечення відеозахоплення та збережено без стиснення, що вимагало близько 70 Гб пам’яті на кожну сторону кожного лазерного диска. Потім для доступу до архівованих даних використано модифіковану версію вільного емулятора BeebEm, з удосконаленнями, введеними для підтримки емуляції співпроцесора Turbo, зв’язку SCSI та функціональності програвача лазерних дисків.

### Спроби оцифрування відеоплівки (2003)
Інша команда, яка працювала в Національному архіві Великої Британії (де зберігається оригінальна Книга Страшного суду), відшукала оригінальні 1-дюймові відеокасети проєкту. Їх оцифровано та заархівовано в Digital Betacam.

### Domesday 1986 (2004-2008)
Було створено версію одного з дисків, яка працює на ПК з Windows. Перероблена з оригінального диска Domesday Community, вона містить зображення з відеоплівки. Спочатку доступна лише через термінал у штаб-квартирі Національного архіву в К'ю, у липні 2004 року була опублікована в Інтернеті як Domesday 1986 (на domesday1986.com). Цю версію вилучено з мережі на початку 2008 року після раптової смерті її програміста Адріана Пірса (Adrian Pearce).

### Domesday Reloaded (2011-2018)

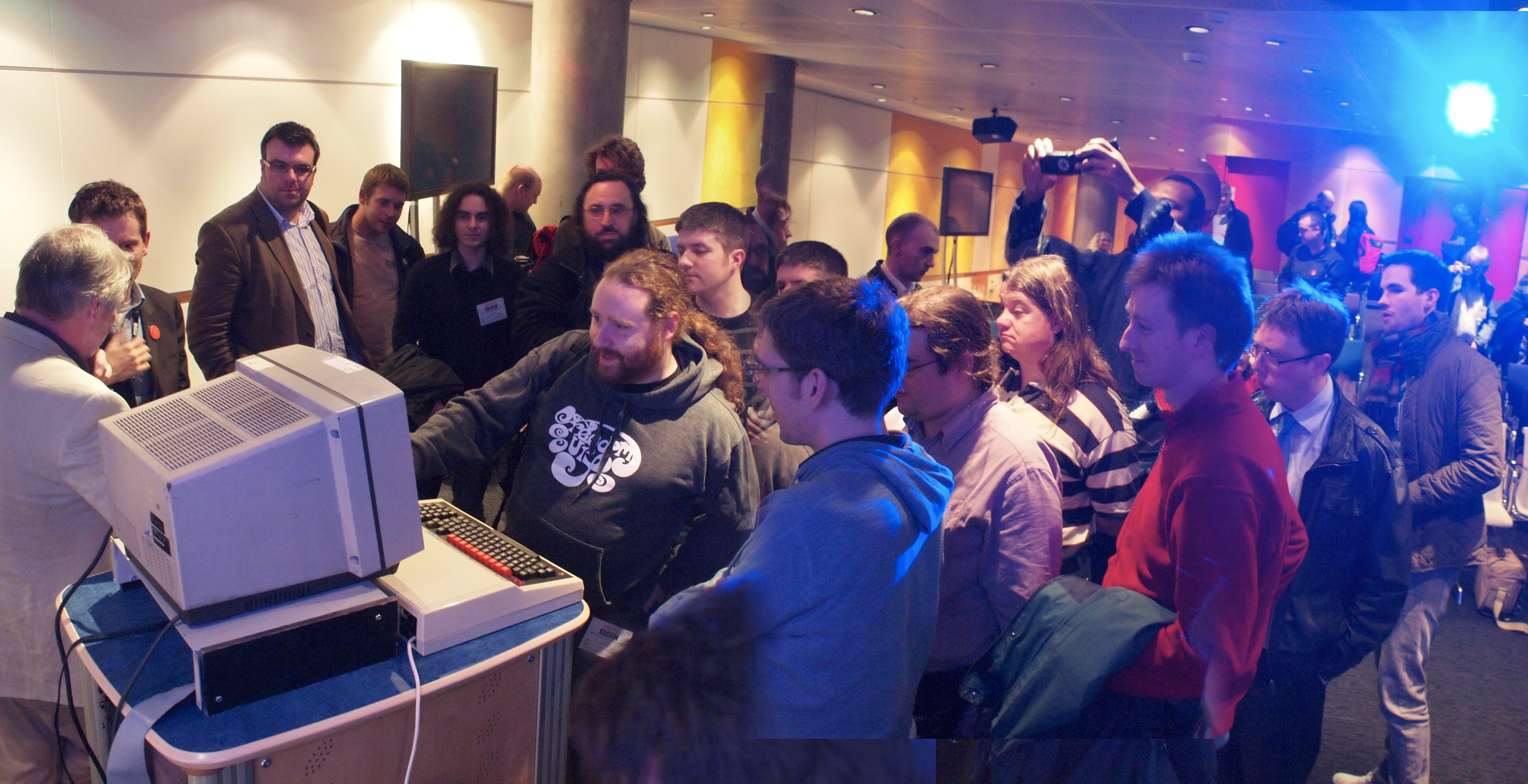
Машина Domesday. 2011 рік

2011 року команда BBC Learning на чолі з Джорджем Оклендом перевидала значну частину даних Диска спільноти у короткочасному веб-форматі. Ці дані, що складаються з близько 25 000 зображень, були завантажені на веб-сайт BBC Domesday Reloaded, який з'явився онлайн у травні 2011 року та офлайн у червні 2018 року, після чого розміщувався у вигляді архіву в Національному архіві. Дані для сайту Domesday Reloaded видобули в 2003 і 2004 роках Саймон Герреро та Ерік Фрімен.

### Domesday86 (2020)
Надалі проєкт Domesday86 спирався на ширший підхід до збереження, намагаючись разом із самим вмістом зберегти технології, використовувані для доступу до Domesday та іншого інтерактивного відеовмісту, зосереджуючись на лазерних дисках як на самостійних об'єктах збереження. Метою групи було створити апаратне та програмне забезпечення для використання системи BBC Domesday без потреби у рідкісних та дорогих спеціалізованих пристроях, використовуваних оригінальною системою, а також забезпечити підтримку оригінальних пристроїв, випуск розробок у рамках вільного програмного забезпечення та відкритих ліцензій на обладнання.

### Ініціативи з музейного збереження (2020)
Центр історії обчислювальної техніки в Кембриджі започаткував подібний проєкт, покликаний зберегти дані проєкту Domesday, і зробив їх доступними в Інтернеті. 2011 року, після опрацювання Національного диска і Диска спільноти, перш ніж оприлюднити URL-адресу музей досліджував проблеми з авторським правом. Відтоді, завдяки співпраці з проєктом Domesday86, став доступним емулятор. У музеї доступна для відвідувачів система Domesday. Вони також мають, мабуть, найбільший у світі архів Domesday та інтерактивних лазерних дисків.
У Національному музеї комп’ютерної техніки, розташованому поруч із парком Блечлі в Мілтон-Кінз, відвідувачі мікрокласу BBC можуть користуватися робочою системою Domesday.

## Архівування матеріалу
Заступник редактора Domesday Project Майк Тіббетс (Mike Tibbets) розкритикував Національний архів даних Великої Британії, якому спочатку було довірено архівний матеріал, стверджуючи, що творці знали про недовговічність технології, але архівісти не подбали про надійне збереження матеріалу.

## Мовні та регіональні проблеми
Початкове рішення підтримувати для дисків Domesday лише введення тексту англійською мовою спричинило заперечення з боку валлійських шкіл у регіонах, де місцеві органи освіти підтримують англійську та валлійську як рідні мови:
Не можна дітей, чиєю рідною мовою є валлійська, змушувати писати про свою місцевість іноземною мовою.Оригінальний текст (англ.)
There's no way you can ask children whose first language is Welsh to write about their local area in a foreign language.— Charles Davies, координатор Domesday у Клуїді
Компромісом стало те, що для кожної школи, яка подавала матеріали валлійською мовою, BBC дозволила надати десять сторінок валлійського тексту, які мали супроводжуватися десятьма сторінками англійського перекладу. Оскільки для таких шкіл обсяг фактично скоротився від двадцяти сторінок до десяти, деякі валлійські школи, напевно, бойкотували проєкт на знак протесту проти такої очевидної дискримінації. Також валлійські школи висловлювали занепокоєння щодо цікавинок, які мала дослідити кожна школа, оскільки вони менш поширені в сільській місцевості, що свідчить про упередженість під час розробки критеріїв опитування на користь міських районів.
Хоча близько 13 000 шкіл виявили зацікавленість у зборі та поданні даних, це були переважно міські школи, що спричинило «великі прогалини в знаннях» про сільську місцевість. Тому команда Domesday Project звернулася до Жіночого інституту, Асоціації скаутів, Асоціації пластунок та до фермерів.

## Проблеми з авторським правом
Окрім збереження проєкту, серйозну проблему становлять питання щодо авторського права. Окрім авторського права, пов'язаного з тим, що внески зробили близько 1 млн учасників проєкту, існують також проблеми з авторським правом, які стосуються використаних технологій. Цілком імовірно, що проєкт Domesday не буде повністю вільним від обмежень авторського права принаймні до 2090 року (якщо припустити, що термін дії авторського права не буде подовжено).

## Інтерактивне відео
Система на основі BBC Master, використана для постачання вмісту проєкту Domesday, відома як система Domesday Advanced Interactive Video (AIV), також була платформою для підтримки інших інтерактивних відеозастосунків, інтегрованих через операційну систему з мовами програмування, такими як BASIC і Лого. Можливості впровадження технології за межами освітнього сектору та в різних сферах державного та приватного секторів оцінювали в «300 000 потенційних бізнес-клієнтів». Acorn створив дочірню компанію Acorn Video, пропонуючи під назвою Master Video платформу з програвачем лазерних дисків Philips або Pioneer (£3220 або £3750 за компактнішу версію). (Це нібито стало продовженням попередніх продуктів: інтерактивної системи Acorn, заснованої на BBC Micro та програвачі лазерних дисків Pioneer або Philips, яка підтримувала лише однонапрямлене керування програвачем лазерних дисків через послідовний канал, та інтерактивної робочої станції для відео Viewpoint).
BBC Enterprises і Virgin випустили інтерактивні відеодиски для навчання. Продовжуючи початковий вміст Domesday, Ecodisc від BBC Enterprises надав екологічну симуляцію природного заповідника Слептон-Лей, призначену для доповнення шкільних екскурсій з біології та екології. Його ціна становила 169 фунтів стерлінгів плюс ПДВ, при цьому одна сторона диска містила інтерактивний вміст і дані, а інша — програму BBC Schools Television Ecology and Conservation.
Virgin під назвою North Polar Expedition, на відміну від Ecodisc, пропонувала програмне забезпечення для підтримки взаємодії на окремих дискетах замість LV-ROM. Воно коштувало 199 фунтів стерлінгів плюс ПДВ і повідомляли, що видавництво Virgin Publishing планувало його, як «тестовий стенд для програм CD-i». У відповідь на один несприятливий відгук, що запропоновано «втомливий формат запитань і відповідей замість інноваційного засобу інформації» (англ. a tired question and answer format in what should be an innovative new medium), було згадано про обмеження методу взаємодії, використаного в системі Domesday, тісно пов'язані звукові та відео можливості носія, а також необхідність постачати та покращувати програмне забезпечення без залучення «дорогого та складного процесу підготовки LV-ROM». У відповіді також поставлено під сумнів майбутнє формату LV-ROM, на відміну від Laservision і CD-ROM, також зазначено, що CD-i зніме різноманітні обмеження, пов'язані з лазерними дисками.
Диск BBC Countryside містив різноманітні набори даних перепису та сільськогосподарських даних і був спонсорований широким консорціумом організацій державного та приватного секторів. Диск BBC Volcanoes, створений у співпраці з Oxford University Press, містив кадри виверження вулкана та комп'ютерні анімації від відомого аніматора Рода Лорда (Rod Lord) з функціями гіпертексту. Диск Volcanoes (за ціною £194,35) використовував «нові функції AIV, такі як гіпертекст» і містив графічні матеріали, створені на комп'ютерах Archimedes. Shell Education Services запропонувала «пакет інтерактивних відеопроєктів», призначений для освітнього використання з різних предметів на основі «системи, розробленої Shell UK для надання карт маршрутів на АЗС». Компанія Epic Industrial Communications запропонувала «повний курс твердотільної електроніки» для системи AIV за ціною 2300 фунтів стерлінгів плюс ПДВ.
Для платформи AIV також було створено програмне забезпечення підтримки, таке як набір застосунків Domesday Display, який дозволяв користувачам отримувати дані та зображення з лазерних дисків і подавати їх у формі слайд-шоу. Застосунок Domesday Presenter був зосереджений на лазерних дисках Domesday і системі AIV, тоді як застосунок Domesday Captions дозволяв вибирати відеокадри з лазерних дисків системи AIV або будь-якого іншого лазерного диска CAV (з постійною кутовою швидкістю), при цьому користувач додавав власні підписи.
Хоча ця конкретна реалізація інтерактивного відео відійшла від попередніх «громіздких і нудних» рішень, які покладалися на навігацію відеострічкою з послідовним доступом,:81 рішення на основі стрічки залишалися конкурентами. Наприклад, пакунок VP170 Video Presenter на основі стрічки від Interactive Media Resources (чий системний процесор був упакований подібно до другого процесора Acorn) і система Companion від Bevan Technology, яка могла керувати стрічкою на основі VHS і плеєрами Philips LaserVision, обидва пропонували підтримку інтеграції з застосунками, що використовують мову Microtext. Ivan Berg Software (одноразовий партнер Acornsoft під різними назвами) запропонував інтерактивному навчальному матеріалі в системі Take Five на відеострічці у форматі Betamax, а BBC Micro надала «кадри запитань і відповідей». Polymedia PCL 1000 також пропонувала поєднання відеомагнітофона BBC Micro та Sony Betamax у комплекті з інтерфейсом, приводом для одного диска, кольоровим монітором і програмним забезпеченням за £2450. Серед попередніх конкурентів були інтерфейс Felix Link від Felix Learning Systems, що підтримує лазерні диски, відеодиски VHD, стрічки U-Matic, а також обіцяні касети VHS, і систему Interact B від Cameron Communications із сенсорним керуванням програвачем відео дисків VHD Thorn EMI.
Повідомляється, що успіху Acorn на ринку інтерактивного відео перешкодили фінансові труднощі Acorn 1985 року, що поставило під сумнів «підтримку чи зобов'язання» компанії, навіть призвело до того, що BBC взялася за розробку пошукового програмного забезпечення Domesday Project від Acorn. Як наслідок, контракт на 1500 машин із банком Lloyd's підписала Video Logic, а інші потенційні клієнти не просунулися далі пробної купівлі машин Acorn. На початок 1988 року було продано «менше 2000» систем Domesday, а загальна ціна системи становила близько 5200 фунтів стерлінгів. Проте діяла ваучерна схема, яка знизила ціну покупки до 3000 фунтів стерлінгів, і її було продовжено до кінця того ж року.
Наступні машини Acorn також використовували лазерні диски. Наприклад, компанія Eltec Computers і Британський ядерний форум запропонували систему, що складається з BBC A3000, плеєра LaserVision 406, картки genlock і трьох дисків, розроблених викладачами Університету Ньюкасла для середніх шкіл. Система коштувала £1899. Деяке програмне забезпечення на платформі RISC OS також підтримувало використання програвачів лазерних дисків, наприклад застосунки для збору та аналізу даних Key Plus для освітнього ринку. Продукт Genesis від Oak Solutions підтримував використання апаратного забезпечення для лазерних дисків із назвою «Битва на Соммі», які створила школа Netherhall спільно з NCET та Імперським військовим музеєм, що містили «матеріал Laservision, який справді оживляє проєкт» і пропонує «потенційно новий початок тієї старої системи Domesday».